# Borckenhof
Borckenhof war ein Wohnplatz in der preußischen Provinz Pommern.
Die Wüstung liegt in Hinterpommern, etwa 80 Kilometer nordöstlich von Stettin und etwa 30 Kilometer südlich von Kołobrzeg (Kolberg), etwa 800 Meter vom südöstlichen Ufer des Jezioro Studnica (Steudnitzsee) entfernt.
Der Wohnplatz wurde um 1800 unter dem Gutsherrn Johann Wilhelm Christoph Steobanus von Wriechen vom Gut Roman aus angelegt. In Heinrich Berghaus’ Landbuch (1867) ist „Borkenhof“ als eine der beiden Förstereien von Roman aufgeführt.
Später wurde der Wohnplatz auch als „Forsthaus Popiel“ (ab 1870, nicht zu verwechseln mit dem weiter westlich liegenden Forsthaus am Steudnitzsee, später ebenfalls Forsthaus Popiel genannt) oder als „Borkendorf“ (1885) bezeichnet. Um 1890 wurde der Wohnplatz aufgegeben, wenn er auch in späteren Landkarten noch als „Forsthaus Popiel“ verzeichnet blieb.
Im Jahre 1816 wurden 15 Einwohner gezählt, in den Jahren 1864, 1871 und 1885 jeweils 6 Einwohner.
Die Wüstung lag vor 1945 zuletzt im Gemeindegebiet von Reselkow.
Nach 1945 kam das Gebiet, wie ganz Hinterpommern, an Polen. Heute liegt die Wüstung im Gemeindegebiet der polnischen Gmina Rymań (Landgemeinde Roman)  in der Woiwodschaft Westpommern.